# Liste der Boxweltmeister der NYSAC
In dieser Liste der Boxweltmeister der NYSAC stehen alle Boxer, die sich den Weltmeistertitel des Verbands New York State Athletic Commission (kurz NYSAC) holten, der 1963 die Gründung der Organisation WBC unterstützte und seit 1979 keine eigenen Boxweltmeister mehr führt.

## Fliegengewicht
| Nr. | Weltmeister      | Von                | Bis                | Anzahl der Titelverteidigungen |
| --- | ---------------- | ------------------ | ------------------ | ------------------------------ |
| 1   | Isadore Schwartz | 16. Dezember 1927  | 9. Februar 1930    | 5                              |
| 2   | Midget Wolgast   | 21. März 1930      | 16. September 1935 | 3                              |
| 3   | Small Montana    | 16. September 1935 | 23. Mai 1937       | 1                              |

Weltmeistertitel im Fliegengewicht der anderen bedeutenden Verbände: WBC – WBA – IBF – WBO – NBA

## Bantamgewicht
| Nr. | Weltmeister            | Von               | Bis               | Anzahl der Titelverteidigungen |
| --- | ---------------------- | ----------------- | ----------------- | ------------------------------ |
| 1   | Abe Goldstein          | 19. Oktober 1923  | 19. Dezember 1924 | 3                              |
| 2   | Eddie Martin           | 19. Dezember 1924 | 1925              | 0                              |
| 3   | Charlie Phil Rosenberg | 4. Februar 1927   | 4. März 1928      | 0                              |
| 4   | Bushy Graham           | 23. Mai 1928      | 7. Februar 1929   | 0                              |
| 5   | Panama Al Brown        | 18. Juni 1929     | 1934              | 2                              |
| 6   | Louis Salica           | 26. August 1935   | 15. November 1935 | 0                              |
| 7   | Sixto Escobar          | 15. November 1935 | 2. November 1937  | 1                              |
| 8   | Louis Salica (2)       | 17. November 1939 | 15. Mai 1940      | 0                              |

Weltmeistertitel im Bantamgewicht der anderen bedeutenden Verbände: WBC – WBA – IBF – WBO – NBA

## Federgewicht
| Nr. | Weltmeister           | Von                | Bis                | Anzahl der Titelverteidigungen |
| --- | --------------------- | ------------------ | ------------------ | ------------------------------ |
| 1   | Johnny Dundee         | 15. August 1922    | 1924               | 0                              |
| 2   | Kid Kaplan            | 2. Januar 1925     | 6. Juli 1926       | 0                              |
| 3   | Tony Canzoneri        | 24. Oktober 1927   | 28. September 1928 | 1                              |
| 4   | André Routis          | 28. September 1928 | 23. September 1929 | 0                              |
| 5   | Christopher Battalino | 23. September 1929 | 27. Januar 1932    | 1                              |
| 6   | Kid Chocolate         | 13. Oktober 1932   | 1934               | 2                              |
| 7   | Baby Arizmendi        | 30. August 1934    | 1935               | 0                              |
| 8   | Mike Belloise         | 3. September 1936  | 1937               | 0                              |
| 9   | Henry Armstrong       | 29. Oktober 1937   | 1938               | 0                              |
| 10  | Joey Archibald        | 17. Oktober 1938   | 20. Mai 1940       | 1                              |
| 11  | Harry Jeffra          | 20. Mai 1940       | 12. Mai 1941       | 1                              |
| 12  | Joey Archibald (2)    | 12. Mai 1941       | 11. September 1941 | 0                              |
| 13  | Chalky Wright         | 11. September 1941 | 20. November 1942  | 2                              |
| 14  | Willie Pep            | 20. November 1942  | 29. Oktober 1948   | 4                              |

Weltmeistertitel im Federgewicht der anderen bedeutenden Verbände: WBC – WBA – IBF – WBO – NBA

## Superfedergewicht
| Nr. | Weltmeister | Von               | Bis               | Anzahl der Titelverteidigungen |
| --- | ----------- | ----------------- | ----------------- | ------------------------------ |
| 1   | Tod Morgan  | 16. Dezember 1927 | 20. Dezember 1929 | 0                              |
| 2   | Benny Bass  | 20. Dezember 1929 | 15. Juli 1931     | 0                              |

Weltmeistertitel im Superfedergewicht der anderen bedeutenden Verbände: WBC – WBA – IBF – WBO – NBA

## Leichtgewicht
| Nr. | Weltmeister        | Von               | Bis               | Anzahl der Titelverteidigungen |
| --- | ------------------ | ----------------- | ----------------- | ------------------------------ |
| 1   | Jimmy Goodrich     | 13. Juli 1925     | 7. Dezember 1925  | 0                              |
| 2   | Rocky Kansas       | 7. Dezember 1925  | 3. Juni 1926      | 0                              |
| 3   | Beau Jack          | 18. Dezember 1942 | 21. Mai 1943      | 0                              |
| 4   | Bob Montgomery     | 21. Mai 1943      | 19. November 1943 | 0                              |
| 5   | Beau Jack (2)      | 19. November 1943 | 3. März 1944      | 0                              |
| 6   | Bob Montgomery (2) | 3. März 1944      | 4. August 1947    | 2                              |

Weltmeistertitel im Leichtgewicht der anderen bedeutenden Verbände: WBC – WBA – IBF – WBO – NBA

## Halbweltergewicht
| Nr. | Weltmeister     | Von            | Bis               | Anzahl der Titelverteidigungen |
| --- | --------------- | -------------- | ----------------- | ------------------------------ |
| 1   | Carlos Ortiz    | 12. Juni 1959  | 1. September 1960 | 0                              |
| 2   | Wilfred Benitez | 3. August 1977 | 30. November 1979 | 0                              |

Weltmeistertitel im Halbweltergewicht der anderen bedeutenden Verbände: WBC – WBA – IBF – WBO – NBA

## Weltergewicht
| Nr. | Weltmeister        | Von               | Bis              | Anzahl der Titelverteidigungen |
| --- | ------------------ | ----------------- | ---------------- | ------------------------------ |
| 1   | Jimmy Jones        | 27. Juli 1923     | 1924             | 1                              |
| 2   | Joe Dundee         | 23. Juni 1927     | 17. Juni 1927    | 0                              |
| 3   | Sugar Ray Robinson | 20. Dezember 1946 | 14. Februar 1951 | 0                              |
| 4   | Hedgemon Lewis     | 16. Juni 1972     | 3. August 1974   | 1                              |

Weltmeistertitel im Weltergewicht der anderen bedeutenden Verbände: WBC – WBA – IBF – WBO – NBA

## Mittelgewicht
| Nr. | Weltmeister      | Von                | Bis                | Anzahl der Titelverteidigungen |
| --- | ---------------- | ------------------ | ------------------ | ------------------------------ |
| 1   | Johnny Wilson    | 17. März 1921      | 1922               | 0                              |
| 2   | Dave Rosenberg   | 14. August 1922    | 30. November 1922  | 0                              |
| 3   | Mike O’Dowd      | 30. November 1922  | Dezember 1922      | 0                              |
| 4   | Ben Jeby         | 13. Januar 1933    | 9. August 1933     | 2                              |
| 5   | Lou Brouillard   | 9. August 1933     | 30. Oktober 1933   | 0                              |
| 6   | Vince Dundee     | 30. Oktober 1933   | 11. September 1934 | 2                              |
| 7   | Teddy Yarosz     | 11. September 1934 | 19. September 1935 | 0                              |
| 8   | Eddie Babe Risko | 19. September 1935 | 11. Juli 1936      | 2                              |
| 9   | Freddie Steele   | 11. Juli 1936      | Februar 1938       | 5                              |
| 10  | Fred Apostoli    | 18. November 1938  | 2. Oktober 1939    | 0                              |
| 11  | Ceferino Garcia  | 2. Oktober 1939    | 23. Mai 1940       | 1                              |
| 12  | Ken Overlin      | 23. Mai 1940       | 9. Mai 1941        | 2                              |
| 13  | Billy Soose      | 9. Mai 1941        | 6. Juni 1941       | 0                              |
| 14  | Tony Zale        | 28. November 1941  | 16. Juli 1947      | 1                              |

Weltmeistertitel im Mittelgewicht der anderen bedeutenden Verbände: WBC – WBA – IBF – WBO – NBA

## Halbschwergewicht
| Nr. | Weltmeister      | Von               | Bis               | Anzahl der Titelverteidigungen |
| --- | ---------------- | ----------------- | ----------------- | ------------------------------ |
| 1   | Bob Moha         | 17. Februar 1913  | 14. Juni 1914     | 0                              |
| 2   | Jack Delaney     | 16. Juli 1926     | 26. Juli 1927     | 1                              |
| 3   | Tommy Loughran   | 7. Oktober 1927   | 18. Juli 1929     | 1                              |
| 4   | Jimmy Slattery   | 10. Februar 1930  | 25. Juni 1930     | 0                              |
| 5   | Maxie Rosenbloom | 25. Juni 1930     | 16. November 1934 | 5                              |
| 6   | Bob Olin         | 16. November 1934 | 31. Oktober 1935  | 0                              |
| 7   | Tiger Jack Fox   | 11. November 1938 | 3. Februar 1939   | 0                              |
| 8   | Melio Bettina    | 3. Februar 1939   | 13. Juli 1939     | 0                              |
| 9   | Billy Conn       | 13. Juli 1939     | 5. Juni 1940      | 3                              |
| 10  | Gus Lesnevich    | 26. August 1941   | 26. Juli 1948     | 1                              |
| 11  | Archie Moore     | 12. August 1959   | 12. Mai 1962      | 1                              |

Weltmeistertitel im Halbschwergewicht der anderen bedeutenden Verbände: WBC – WBA – IBF – WBO – NBA

## Schwergewicht
| Nr. | Weltmeister         | Von                | Bis                | Anzahl der Titelverteidigungen |
| --- | ------------------- | ------------------ | ------------------ | ------------------------------ |
| 1   | Jack Dempsey        | 24. Juli 1922      | 23. September 1926 | 2                              |
| 2   | Gene Tunney         | 23. September 1926 | 31. Juli 1928      | 2                              |
| 3   | Max Schmeling       | 12. Juni 1930      | 7. Januar 1931     | 0                              |
| 4   | Jack Sharkey        | 21. Juni 1932      | 29. Juni 1933      | 0                              |
| 5   | Primo Carnera       | 29. Juni 1933      | 14. Juni 1934      | 1                              |
| 6   | Max Baer            | 14. Juni 1934      | 13. Juni 1935      | 0                              |
| 7   | Jim Braddock        | 13. Juni 1935      | 22. Juni 1937      | 0                              |
| 8   | Joe Louis           | 22. Juni 1937      | 1. März 1949       | 26                             |
| 9   | Ezzard Charles      | 27. September 1950 | 18. Juli 1951      | 4                              |
| 10  | Jersey Joe Walcott  | 18. Juli 1951      | 23. September 1952 | 1                              |
| 11  | Rocky Marciano      | 23. September 1952 | 27. April 1956     | 6                              |
| 12  | Floyd Patterson     | 30. November 1956  | 26. Juni 1959      | 4                              |
| 13  | Ingemar Johansson   | 26. Juni 1959      | 20. Juni 1960      | 0                              |
| 14  | Floyd Patterson (2) | 20. Juni 1960      | 25. September 1962 | 2                              |
| 15  | Sonny Liston        | 25. September 1962 | 25. Februar 1964   | 1                              |
| 16  | Muhammad Ali        | 25. Februar 1964   | 9. Mai 1967        | 9                              |
| 17  | Joe Frazier         | 4. März 1968       | 16. Februar 1970   | 5                              |

Weltmeistertitel im Schwergewicht der anderen bedeutenden Verbände: WBC – WBA – IBF – WBO – NBA